# Phyllonorycter haasi
Phyllonorycter haasi là một loài bướm đêm thuộc họ Gracillariidae. Nó được tìm thấy ở Pháp, Bồ Đào Nha và Tây Ban Nha.
Ấu trùng ăn Cytisus balansae.